# Municipio de Turtle Lake (Minnesota)
El municipio de Turtle Lake (en inglés: Turtle Lake Township) es un municipio ubicado en el condado de Cass en el estado estadounidense de Minnesota. En el año 2010 tenía una población de 683 habitantes y una densidad poblacional de 3,66 personas por km².

## Geografía
El municipio de Turtle Lake se encuentra ubicado en las coordenadas 47°4′18″N 94°28′43″O / 47.07167, -94.47861. Según la Oficina del Censo de los Estados Unidos, el municipio tiene una superficie total de 186.39 km², de la cual 126,16 km² corresponden a tierra firme y (32,31 %) 60,23 km² es agua.

## Demografía
Según el censo de 2010, había 683 personas residiendo en el municipio de Turtle Lake. La densidad de población era de 3,66 hab./km². De los 683 habitantes, el municipio de Turtle Lake estaba compuesto por el 58,86 % blancos, el 0,73 % eran afroamericanos, el 35,87 % eran amerindios, el 0,15 % eran asiáticos, el 0,44 % eran de otras razas y el 3,95 % eran de una mezcla de razas. Del total de la población el 2,05 % eran hispanos o latinos de cualquier raza.